# Tricyklohexylfosfin
Tricyklohexylfosfin je terciární fosfin se vzorcem P(C6H11)3. Používá se jako ligand v organokovové chemii, kde se jeho vzorec často zkracuje na PCy3 (Cy = cyklohexyl). Jedná se o poměrně silnou zásadu (pKa = 9,7), která má také velký Tolmanův úhel (170°).
K významným komplexům obsahujícím P(Cy)3 ligandy patří Grubbsovy katalyzátory, za jejichž objev získal Robert H. Grubbs v roce 2005 Nobelovu cenu za chemii, a Crabtreeův katalyzátor, používaný v homogenních hydrogenacích.

Grubbsův katalyzátor (první generace)
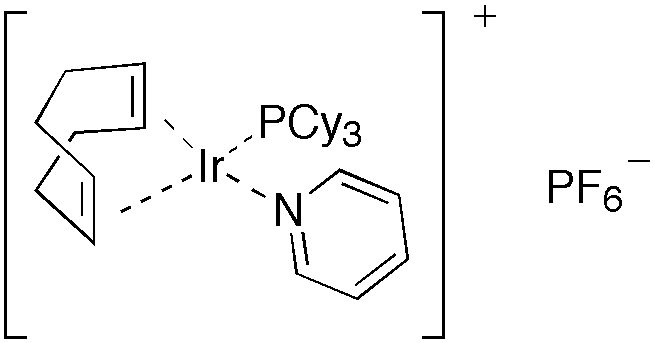
Crabtreeův katalyzátor